# Lanthaphalara mira
Lanthaphalara mira är en insektsart som först beskrevs av Leonard D. Tuthill 1959.  Lanthaphalara mira ingår i släktet Lanthaphalara och familjen rundbladloppor.
Artens utbredningsområde är Peru. Inga underarter finns listade i Catalogue of Life.